# Llano Grande (Coclé)
Llano Grande ist ein Corregimiento des Bezirks La Pintada in der Provinz Coclé in Panama. Bei der Volkszählung im Jahr 2023 hatte es 4114 Einwohner. Das Corregimiento erstreckt sich über eine Fläche von 88,0 km².

## Bevölkerung
Die folgende Tabelle zeigt die Bevölkerung des Corregimientos Llano Grande, wie es in den Volkszählungen 2000, 2010 und 2023 erfasst wurde.
| Jahr         | 2000 | 2010 | 2023 |
| ------------ | ---- | ---- | ---- |
| Einwohner    | 6026 | 6901 | 4114 |
| davon Männer | 3210 | 3649 | 2108 |
| davon Frauen | 2816 | 3252 | 2006 |

## Orte
Im Corregimiento Llano Grande befinden sich folgende Orte:
- Agua Fría
- Aguas Blancas
- Algarrobal
- Almorzadero
- Bajo Perico
- Cacique
- Cerro Pelado
- El Chorro
- El Chumical
- El Jagüito
- El Palmar Abajo
- El Palmar Arriba
- Entradero
- La Honda
- La Venta
- Las Minas
- Llano Grande
- Loma de Paja
- Luisa
- Mohino
- Mula
- Orera o Quebrada Orera
- Pagua
- Papayal
- Sabaneta Arriba
- Sabaneta de Llano Grande o San Antonio
- Sabeneta del Palmar
- San Juanito
- Santa Cruz
- Santa Fe